# Франц Йозеф Ауман
Франц Йозеф Ауман (також Auman, Aumon; 24 лютого 1728, Трайсмауер — 30 березня 1797, Санкт-Флоріан) — австрійський композитор. До того, як його голос зірвався, він співав у тому ж віденському хорі, що й Міхаель Гайдн та Йоганн Георг Альбрехтсбергер композитори, з якими пізніше торгував рукописами. З огляду на таку інформацію, не дивно, що частина його музики була помилково приписана Гайдну. Однак його Missa Profana, яка висміювала заїкання і поганий спів шкільного вчителя, свого часу приписували Вольфгангу Амадею Моцарту.
Ауманн був висвячений на священика в ордені августинців у Сент-Флоріані в 1757 році, по суті залишившись там до кінця свого життя. Він написав багато мес.
Музика Аумана була значною частиною репертуару Санкт-Флоріана в 19 столітті, і Антон Брукнер скористався цим ресурсом для своїх досліджень контрапункту. Брукнер зосередив значну увагу на різдвяних репонсоріях Аумана та Ave Maria ре мажор. Брукнер, якому подобалася кольорова гармонія Аумана, додав у 1879 році акомпанемент трьох тромбонів до своїх творів Ecce quomodo moritur justus і Tenebrae factae sunt.
Творчість Аумана також включає інструментальну музику, таку як деякі з найдавніших струнних квінтетів.

## Твори, видання та записи
Записи
- Гунар Лецбор, Франц Йозеф Ауманн - Реквієм, St. Florianer Sängerknaben, Ars Antiqua Austria . Pan Classics PC 10234, 2008 (з Ecce quomodo moritur justus Аумана, Tenebrae factae sunt і Te Deum)